# Triturus macedonicus
Triturus macedonicus – gatunek płaza ogoniastego z rodziny salamandrowatych występujący w południowo-wschodniej Europie. Dorasta do 18 cm długości i z wyglądu bardzo przypomina spokrewnioną traszkę bladoskórą (Triturus carnifex), za której podgatunek uważany był do 2007 roku. Gatunek narażony na wyginięcie (VU), w związku z poszatkowaną populacją oraz niszczeniem jego siedlisk.

## Ewolucja i pozycja taksonomiczna
T. macedonicus do 2007 roku uważany był za podgatunek traszki bladoskórej (Triturus carnifex), jednakowoż analiza filogenetyczna wykazała, że takson ten powinien być traktowany jako osobny gatunek. Szacuje się, że do specjacji doszło po końcu kryzysu messyńskiego 5,33 milionów lat temu, kiedy to nowo zalane Morze Adriatyckie oddzieliło od siebie te dwa taksony. Badanie to wykazało również pewne podobieństwa w mitochondrialnym DNA pomiędzy T. macedonicus a traszką Karelina (T. karelinii), co sugeruje, że między tymi dwoma gatunkami doszło w przeszłości do introgresji.

## Wygląd
Dorasta do 18 cm długości. Płaz ten z wyglądu jest bardzo podobny do spokrewnionej traszki bladoskórej, od której różni się obecnością białych kropek na bokach ciała. Na brzuchu (który jest żółty lub pomarańczowy) widoczne są również nieregularne małe kropki (znacznie mniejsze niż u traszki bladoskórej).

## Zasięg występowania i siedlisko
Gatunek ten występuje w południowo-wschodniej Europie od wschodniej Bośni i Hercegowiny, dużej części Serbii, przez Czarnogórę i Albanię do większości Macedonii Północnej oraz zachodnich części Grecji i Bułgarii. Spotykany jest na wysokościach 0–2140 m n.p.m., a jego zasięg występowania szacowany jest na 197 586 km².
T. macedonicus zasiedla wiele rodzajów siedlisk od buczyn do siedlisk charakteryzujących się suchym klimatem śródziemnomorskim.

## Rozmnażanie i rozwój
Okres godowy trwa od sierpnia do lipca. Do rozrodu i rozwoju larw dochodzi w różnorakich siedliskach wodnych, głównie w wodach stojących. W gatunku tym może występować neotenia.

## Status i ochrona
IUCN klasyfikuje T. macedonicus jako gatunek narażony (VU) w związku z poszatkowaną, malejącą populacją (szacuje się, że ponad 50% osobników żyje w niewielkich populacjach, między którymi nie dochodzi do przepływu genów) oraz spadkiem jakości i rozmiarów jego siedlisk.
Gatunkowi temu zagraża głównie utrata zbiorników rozrodczych w związku z intensyfikacją rolnictwa, zanieczyszczeniem agrochemikaliami oraz introdukcją drapieżnych ryb. Ponadto testy laboratoryjne wykazały podatność T. macedonicus na infekcje patogenicznego grzyba Batrachochytrium salamandrivorans oraz śmiertelność spowodowaną ową infekcją.
Gatunek ten występuje na wielu obszarach chronionych, a także wymieniony jest (jako traszka bladoskóra, a nie osobny gatunek) w załączniku II konwencji berneńskiej oraz załącznikach II i IV dyrektywy siedliskowej Unii Europejskiej. Chroniony jest przez ustawodawstwo krajowe Serbii, Czarnogóry oraz Albanii (we wszystkich tych krajach cały czas traktowany jest jako synonim traszki bladoskórej).
W dalszej ochronie pomóc mogą badania naukowe pozwalające lepiej zrozumieć biologię T. macedonicus.